# Нижнеаврюзовский сельсовет
Нижнеаврюзовский сельсовет — муниципальное образование в муниципальном районе Альшеевский район Республики Башкортостан Российской Федерации.
Согласно «Закону о границах, статусе и административных центрах муниципальных образований в Республике Башкортостан» имеет статус сельского поселения.

## История
2006 год
Закон Республики Башкортостан «Об изменениях в административно-территориальном устройстве
Республики Башкортостан, изменениях границ и преобразованиях муниципальных образований в Республике Башкортостан», ст. 1, ч.144 (часть сто восемьдесят восьмая введена Законом РБ от 21.06.2006 № 329-з) гласит:

144. Изменить границы Нижнеаврюзовского и Чебенлинского сельсоветов Альшеевского района согласно представленной схематической карте, передав часть территории площадью 2,8 га Нижнеаврюзовского сельсовета Альшеевского района в состав территории Чебенлинского сельсовета Альшеевского района

.

## Население
| 2002 | 2009  | 2010  | 2012  | 2013  | 2014  | 2015 |
| ---- | ----- | ----- | ----- | ----- | ----- | ---- |
| 1473 | ↗1506 | ↘1285 | ↘1102 | ↘1066 | ↘1052 | ↘999 |
| 2016 | 2017  | 2018  | 2019  | 2020  |       |      |
| ↘995 | ↘986  | ↘972  | ↘931  | ↘892  |       |      |

## Состав сельского поселения
| № | Населённый пункт | Тип населённого пункта       | Население |
| - | ---------------- | ---------------------------- | --------- |
| 1 | Нижнее Аврюзово  | село, административный центр | ↘683      |
| 2 | Мечниково        | село                         | ↘435      |
| 3 | Верхнее Аврюзово | деревня                      | ↘99       |
| 4 | Аврюзтамак       | деревня                      | ↘68       |